# Zagrajden, Plevna
Zagrajden (în bulgară Загражден, în trecut Măgura) este un sat în comuna Guleanți, regiunea Plevna,  Bulgaria. Satul a fost locuit de români.

## Demografie
Componența etnică a satului Zagrajden
     Bulgari (97,31%)
     Nicio identificare (2,68%)
     Altele (0%)
La recensământul din 2011, populația satului Zagrajden era de 373 locuitori. Din punct de vedere etnic, majoritatea locuitorilor (97,31%) erau bulgari. Pentru 2,68% din locuitori nu este cunoscută apartenența etnică.